# Hudene församling
Hudene församling var en församling i Kullings kontrakt i Skara stift. Den omfattade till 2010 samma område som Hudene socken. Församlingen låg i Herrljunga kommun i Västra Götalands län och ingick i Herrljunga pastorat. Församlingen uppgick 2021 i Herrljungabygdens församling

## Administrativ historik
Församlingen hade medeltida ursprung. 
Församlingen var till 2010 annexförsamling i pastoratet (Södra) Björke, Vesene, Grude, Jällby och Hudene. Församlingen införlivade 2010 Källunga, Skölvene, Södra Björke och Jällby församlingar och var därefter annexförsamling i pastoratet Herrljunga, Herrljunga landsbygdsförsamling, Östra Gäsene, Hudene och Hov. Församlingen uppgick 2021 i Herrljungabygdens församling.

## Organister
| Period    | Namn            | Levnadstid | Övrigt   |
| --------- | --------------- | ---------- | -------- |
| 1856-1878 | Peter Johansson | 1823-      | Organist |

## Kyrkor
- Hudene kyrka
- Källeryds kapell
- Källunga kyrka
- Skölvene kyrka
- Södra Björke kyrka
- Jällby kyrka